# 特里戈县 (堪萨斯州)
特里戈县（英語：Trego County，簡稱TR）是美國堪薩斯州西部的一個縣，北鄰內布拉斯加州。面積2,328平方公里。根據美國2000年人口普查，共有人口3,319人。縣治沃基尼（WaKeeney）。
成立於1867年2月26日，縣政府成立於1879年。縣名紀念在美國內戰中陣亡的愛德華·P·特里戈上校。